# Ahlam Shibli
Ahlam Shibli ( en árabe: أحلام شبلي) (Arab al-Shibli, Israel, 1970) es una fotógrafa palestina israelí residente en Haifa. Su obra es objeto de muestras en muchos países.

## Biografía
De origen beduino nació en 1970 en la aldea beduina de Arab al-Shibli, llamada antes de 1948 Sbaih, en el norte de Galilea, Israel. Hasta la edad de 18 años, cuidaba del rebaño de cabras de su familia después de ir a la escuela. Se graduó en la Universidad Hebrea de Jerusalén y obtuvo un máster de cine y televisión por la Universidad de Tel Aviv. A partir de 1996, realiza sus primeras series de fotografías sobre las condiciones de vida de la población palestina de Israel, en particular los beduinos. En 2002, recibió el premio de arte israelí Nathan Gottesdiener, que le permitió realizar una exposición individual en el Museo de Arte de Tel Aviv.
Sus series de fotografías han sido expuestas en numerosas exposiciones internacionales como, entre otras, la Bienal de Estambul (2005), la Trienal de Turín (2005), la Bienal de Sao Paulo (2006), la Kunsthalle de Basilea (2006), la documenta 12 en Kassel (2007), el Dundee Contemporary Arts (2007), el Centro Pompidou de París (2008), el MACBA de Barcelona (2008 y 2013), el Museo de Arte Moderno de Varsovia (2009), el Darat al Funun en Amán (2010), el Museo de Serralves de Oporto (2010) y la Tate Modern de Londres (2011). Varias publicaciones han sido dedicadas a su obra, entre ellas Goter (Fundación Nathan Gottesdiener Foundation y Museo de Tel Aviv, 2003), Lost Time (Ikon Gallery, Birmingham, 2003), Trackers (Kunsthalle de Basilea y Verlag der Buchhandlung Walther König, Coloña, 2006) y Trauma (Peuple et Culture Corrèze, Tulle, 2010).
Ahlam Shibli se define como «palestina israelí» o «palestina de Israel», y rechaza el uso de la expresión «árabe israelí», empleada por las autoridades israelíes.

## Obra
La obra de Ahlam Shibli describe, a través de una estética documental, las implicaciones contradictorias de la noción de hogar en diversos lugares. Aborda tanto la pérdida del hogar como la lucha contra esta pérdida, y también las limitaciones que la idea de hogar impone en aquellos individuos y grupos marcados por políticas identitarias represivas. Ha dedicado por ejemplo series fotográficas a los territorios ocupados de Palestina y al proceso de desposesión de tierras sufrido por los palestinos (Arab al-Sbaih 2007, The Valley 2007-2008) y los beduinos en Israel (Unrecognised 2003, Goter 2002-2003), las relaciones entre los cuidadores y cuidadoras inmigrantes y sus empleadores de Barcelona (Dependencia, 2007),  los monumentos conmemorativos de la resistencia francesa contra los nazis y de las guerras coloniales francesas contra Indochina y Argelia que reclamaban su propia independencia (Trauma, 2008-2009), los cuerpos de lesbianas, gays, bisexuales y transexuales en las sociedades orientales (Eastern LGBT, 2004-2006), los niños de los orfanatos polacos (Dom Dziecka. The house starves when you are away, 2008), y los intentos de la sociedad palestina por retener la presencia de quienes han perdido la vida a causa de la ocupación (Death, 2011-2012).
La práctica fotográfica de Ahlam Shibli propone el reconocimiento de quienes viven bajo la opresión. No pretende explicar los conflictos, sino que contempla el conflicto para luchar contra las ideas preconcebidas. Sus fotos, acompañadas la mayoría de leyendas que indican fechas y lugares, se organizan en series y secuencias en las que una imagen solo tiene sentido en el contexto de las demás imágenes.

### Series fotogáficas
- Goter
- Self-portrait
- Unrecognised
- Trackers
- Eastern LGBT
- Market
- Catastrophe: Mt. Tabor
- Berlin
- Halisa
- Horse Race in Jericho
- Arab al-Sbaih
- The Valley
- Positioning
- Dependencia
- Dom Dziecka. The house starves when you are away
- Trauma
- Five Senses
- Wadi Saleib in Nine Volumes
- Interrupted River